# Anthony Lake

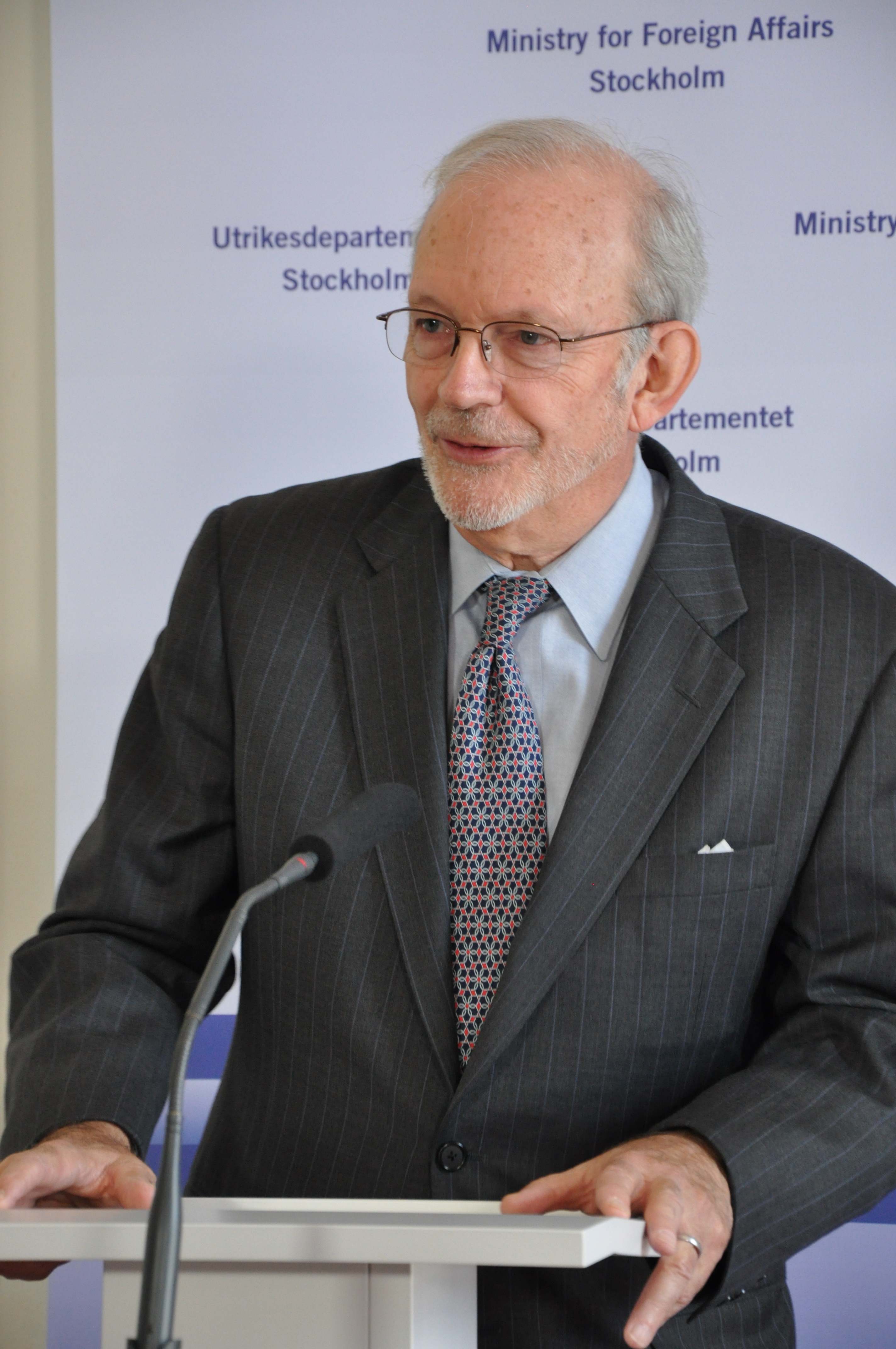
William "Anthony" Kirsopp Lake in 2010

William "Anthony" Kirsopp Lake (New York, 2 april 1939) is een Amerikaans diplomaat, politiek adviseur, auteur en academicus.
Lake studeerde aan Harvard University waar hij een bachelor haalde, het Britse Trinity College aan de University of Cambridge en Princeton University waar hij een master haalde en promoveerde tot doctor.
Lake was onder meer adviseur buitenlands beleid van meerdere democratische presidenten. Hij was Director of Policy Planning onder Jimmy Carter van 1977 tot 1981. Hij was Nationaal Veiligheidsadviseur onder Bill Clinton van 20 januari 1993 tot 14 maart 1997. In die functie werd hij de architect genoemd voor de beëindiging van de Bosnische Burgeroorlog middels het Verdrag van Dayton. Hij werd opgevolgd door zijn adjunct, Sandy Berger.
Lake was van 1997 tot 2010 "Distinguished Professor" met een leerstoel in de praktijk van de diplomatie aan de Edmund A. Walsh School of Foreign Service van de Georgetown University in Washington D.C. In de verkiezingscampagne van de Amerikaanse presidentsverkiezingen 2008 diende Lake Barack Obama als adviseur buitenlandse politiek. Zijn naam werd daarbij genoemd als mogelijk toekomstig Secretary of State, maar deze post gaf Obama uiteindelijk aan zijn democratische opponent Hillary Clinton.
Lake werd directeur van UNICEF internationaal van 30 april 2010 tot 31 december 2017. Hij werd in die functie opgevolgd door Henrietta H. Fore.